# Celiaquia
La malaltia celíaca o celiaquia és una malaltia autoimmunitària crònica que afecta principalment a l'intestí prim. Els símptomes clàssics inclouen problemes gastrointestinals com la diarrea crònica, la distensió abdominal, la malabsorció, la pèrdua de la gana i la manca de creixement normal entre els nens. Sovint comença entre els sis mesos i els dos anys. Els símptomes no clàssics són més freqüents, especialment en persones majors de dos anys. Pot haver-hi símptomes gastrointestinals lleus o absents, un gran nombre de símptomes que afectin qualsevol part del cos o sense cap símptoma evident. La malaltia celíaca es va descriure per primera vegada a la infància; no obstant això, es pot desenvolupar a qualsevol edat. S'associa amb altres malalties autoimmunitàries, com la diabetis mellitus de tipus 1 i la tiroïditis, entre d'altres.
La malaltia celíaca és causada per una reacció al gluten, un grup de diverses proteïnes que es troben al blat i en altres grans com l'ordi i el sègol. Concretament per una reacció a la gliadina, una prolamina (proteïna de gluten). Normalment, es toleren quantitats moderades de civada, lliures de contaminació amb altres grans que contenen gluten. L'aparició de problemes pot dependre de la varietat de civada. Es produeix en persones que estan predisposades genèticament. Després de l'exposició al gluten, una resposta immunitària anormal pot conduir a la producció de diversos autoanticossos diferents que poden afectar diversos òrgans diferents. A l'intestí prim, això provoca una reacció inflamatòria i pot produir escurçament de les vellositats que recobreixen l'intestí prim (atròfia vil·losa). Això afecta l'absorció de nutrients, la qual cosa condueix freqüentment a anèmia.
El diagnòstic normalment es fa mitjançant una combinació de proves d'anticossos sanguinis i biòpsies intestinals, ajudades per proves genètiques específiques. Fer el diagnòstic no sempre és senzill. Freqüentment, els autoanticossos a la sang són negatius, i moltes persones només tenen canvis intestinals menors amb vellositats normals. Les persones poden presentar símptomes greus i poden ser investigades durant anys abans que s'assoleixi el diagnòstic. Cada vegada més, el diagnòstic es fa en persones sense símptomes, com a resultat del cribratge. No obstant això, les proves sobre els efectes del cribratge no són suficients per determinar-ne la utilitat. Tot i que la malaltia és causada per una intolerància permanent a les proteïnes del gluten, és diferent de l'al·lèrgia al blat, que és molt més rara.
L'únic tractament eficaç conegut és una dieta sense gluten estricta durant tota la vida, que condueix a la recuperació de la mucosa intestinal, millora els símptomes i redueix el risc de desenvolupar complicacions en la majoria de les persones. Si no es tracta, pot produir càncers com el limfoma intestinal i augmentar lleugerament el risc de mort prematura. Les taxes varien entre les diferents regions del món, des de només 1 de cada 300 a fins a 1 de cada 40, amb una mitjana d'entre 1 de cada 100 i 1 de cada 170 persones. S'estima que el 80% dels casos romanen diagnosticats, generalment a causa d'afeccions gastrointestinals mínimes o absents i al desconeixement dels símptomes i dels criteris diagnòstics. La malaltia celíaca és una mica més freqüent en dones que en homes.

## Descripció
La malaltia celíaca és la reacció, per predisposició genètica, a la ingesta del gluten, una proteïna present al blat, el sègol, l'ordi, la civada, l'espelta, el kamut i el triticale. Ingerir gluten provoca a les persones celíaques una lesió a les vellositats del budell prim que afecta la seva capacitat d'absorbir els nutrients dels aliments (proteïnes, carbohidrats, greixos, sals minerals i vitamines).
Això fa que els celíacs corrin el risc de patir desnutrició i desenvolupar anèmia (disminució de la quantitat de glòbuls vermells per falta de ferro) o osteoporosi (ossos trencadissos per falta de calci). La incapacitat del cos per absorbir nutrients també pot fer que les persones joves amb malaltia celíaca no puguin créixer completament. A més, poden tenir més propensió a desenvolupar altres malalties, com per exemple la tiroïditis autoimmunitària, diabetis, lupus i certs tipus de càncer.
La dermatitis herpetiforme, també anomenada malaltia celíaca de la pell, és una afecció cutània en la qual es produeix una erupció semblant a les urticàries, que provoca picor intensa. Les persones que la pateixen presenten, la majoria, una lesió semblant a les persones amb celiaquia, i també responen positivament a la supressió del gluten de la dieta. El tractament ha de ser el mateix que el d'un celíac. La malaltia celíaca es pot presentar en persones de qualsevol edat i, encara que afecta persones de tots els orígens, sembla més comú entre les persones de raça blanca amb avantpassats provinents del nord d'Europa.
Els estudis més recents demostren que aquesta malaltia afecta aproximadament 1 de cada 100 persones i actualment es considera que es tracta de la malaltia crònica intestinal més freqüent en el món occidental.

## Causes
Es desconeix amb exactitud perquè una persona desenvolupa la malaltia celíaca, però se sap del cert que existeixen factors genètics que predisposen a la seva aparició. Sembla ser, però, que el component genètic no és determinant perquè la malaltia s'arribi a desenvolupar i que calen també factors ambientals.
Tot i tenir un origen genètic, no es pot dir que sigui una malaltia hereditària, encara que, si es compara amb la població en general, el fet que una persona la pateixi incrementa les possibilitats que els seus familiars la puguin patir. La probabilitat de patir-la si algun familiar la té, és del 10%.

## Classes
Aquesta malaltia té diferents tipus. La primera és la clàssica, és la més fàcil de detectar, ja que predomina els trastorns intestinals. Una altra és la potencial, les persones que pateixen aquesta tenen predisposició genètica. La següent és la silent, les persones que la pateixen, pràcticament, la seva simptomatologia és nul. La penúltima, anomenada latent, no presenta símptomes, per tant, és la més difícil de diagnosticar. També és en persones amb predisposició genètica i la poden desenvolupar de manera sobtada. I per acabar la refractària, els malalts amb aquest tipus només hi ha un 50% de supervivència, ja que la dieta sense gluten no elimina els trastorns intestinals.

## Símptomes
La malaltia celíaca se sol manifestar durant la infància, però pot aparèixer a qualsevol edat, amb un o més símptomes, o bé presentar-se de forma asimptomàtica (sense símptomes). Varia d'unes persones a unes altres. És important diagnosticar la malaltia celíaca aviat, abans que faci massa mal a l'intestí. Tanmateix, com que és fàcil confondre els símptomes amb altres trastorns intestinals, com per exemple la síndrome de l'intestí irritable o la intolerància a la lactosa, pot ser que els adolescents amb malaltia celíaca no sàpiguen que la pateixen.
Alguns símptomes comuns són fatiga i debilitat, diarrea crònica, dolor i distensió abdominal, flatulències, pèrdua de gana i de pes i irritació de la pell. Les persones que pateixen la malaltia tenen erupcions cutànies i nafres a la boca i es poden sentir cansades, irritables o deprimides. Els adolescents celíacs poden tenir una pubertat tardana. De vegades, és possible que la persona celíaca no mostri símptomes fins que passi per un esdeveniment emocional o físic estressant, com ara una lesió.

## Diagnòstic
El diagnòstic sovint és difícil i, a 2019, continua existint una manca de consciència entre els metges sobre la variabilitat de les presentacions de la malaltia celíaca i els criteris diagnòstics, de manera que la majoria dels casos es diagnostiquen amb molta demora. Es pot trigar fins a dotze anys a rebre un diagnòstic des de l'aparició dels símptomes i la majoria dels afectats de la majoria de països no el reben mai.
Les proves serològiques de sang són la investigació de primera línia necessària per fer un diagnòstic de la malaltia celíaca. La seva sensibilitat es correlaciona amb el grau de lesions histològiques. Les persones que presenten danys menors a l'intestí prim poden tenir troballes seronegatives, de manera que molts pacients amb malaltia celíaca sovint passen desapercebuts. En pacients amb atròfia vil·losa, els anticossos antiendomisi (EMA) del tipus immunoglobulina A (IgA) poden detectar malalties celíaques amb una sensibilitat i especificitat del 90% i el 99%, respectivament. Es va informar inicialment que la serologia dels anticossos antitransglutaminasa (anti-tTG) tenia una sensibilitat i una especificitat més elevats (99%) (> 90%). No obstant això, ara es creu que té característiques similars a l'anticòs antiendomisi. Tant els anticossos antitransglutaminasa com antiendomisials tenen una sensibilitat elevada per diagnosticar persones amb símptomes clàssics i atròfia vil·losa completa, però només es troben en el 30-89% dels casos amb atròfia vil·losa parcial i en menys del 50% de les persones que tenen lesions menors de la mucosa (limfocitosi duodenal) amb vellositats normals.
Si els resultats de la prova de sang indiquen que la persona té un nivell alt d'anticossos contra certes proteïnes al revestiment intestinal i el gluten, el metge podria recomanar una biòpsia de l'intestí prim, ja que es tracta de la prova definitiva per establir el diagnòstic i l'etapa evolutiva de les lesions.
La biòpsia consisteix en la presa d'una mostra de teixit que s'envia a un laboratori. En el cas de la malaltia celíaca, per agafar aquesta mostra de l'intestí prim els metges introdueixen un tub llarg i prim anomenat endoscopi a través de la boca i l'estómac fins a l'intestí prim. Aquest procediment no produeix dolor.

## Tractament
La dieta sense gluten estricta és l'únic tractament actual de la malaltia celíaca. En la majoria dels casos s'aconsegueix una recuperació total i permanent de la lesió intestinal, sempre que no es tornin a menjar aliments amb gluten. El règim sense gluten s'ha de seguir durant tota la vida, tant en pacients simptomàtics com asimptomàtics. La causa més freqüent de manca de resposta al tractament és l'incompliment de la dieta o la ingesta insospitada de petites quantitats de gluten en l'alimentació.

## Prevenció
La dieta sense gluten s'ha de basar, fonamentalment, en aliments naturals i frescos que no contenen gluten, com ara, les carns, els peixos i mariscs, els ous, la llet i els derivats, les fruites, verdures, hortalisses, llegums i els cereals que no tenen gluten, com el blat de moro, l'arròs, el mill i el sorgo, combinant-los entre si de forma variada i equilibrada.
És important llegir bé l'etiqueta dels productes manufacturats per detectar-ne la presència de gluten. Cal evitar els productes on no es pugui comprovar el llistat d'ingredients, com els productes a doll, els elaborats artesanalment o aquells que no estiguin etiquetats.

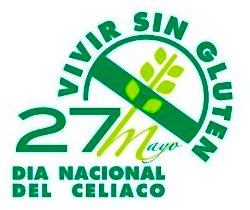
Logotip del dia nacional (espanyol) del celíac

El dia internacional del celíac se celebra el 27 de maig.

## Pacte pel Celíac
A Catalunya, l'Agència Catalana del Consum impulsa des de l'any 2004 el denominat Pacte pel Celíac, que té l'objectiu de fomentar entre les empreses del sector alimentari la correcta identificació i etiquetatge dels aliments dirigits als consumidors intolerants al gluten.